# Negra andaluza
La negra andaluza (noire andalouse) est une race bovine espagnole. Son nom international est serrana black.

## Origine
Elle est originaire, comme son nom l'indique, d'Andalousie et appartient au rameau ibérique. 
Cette race a payé un lourd tribut au métissage avec des races plus rentables. Les effectifs sont descendus à moins de 1 000 entre 1991 et 2000. Son inscription sur la liste des races en danger et l'ouverture du registre généalogique en 2005, a permis de revenir à 1 880 individus en 2011.

## Morphologie
Elle porte une robe noire à muqueuses noires. Ses cornes sont longues et relevées.
C'est une grande race avec des vaches de 135 cm pour 600 à 650 kg et des taureaux de 140 cm pour 875 à 950 kg.

## Aptitudes
C'est une ancienne race de travail reconvertie dans la production de viande. 
Elle est très rustique dans le climat mixte méditerranéen-montagnard de la Sierra Morena qui est très chaud l'été et froid l'hiver. Les animaux pâturent dans une zone de dehesa, prairie arborée caractéristique, mais de faible valeur fourragère.